# Serbien i olympiska sommarspelen 2016
Serbien deltog med 103 deltagare vid de olympiska sommarspelen 2016 i Rio de Janeiro. Totalt vann de två guldmedaljer, fyra silvermedaljer och två bronsmedaljer.

## Medaljer
| Medalj | Namn | Sport      | Gren                                  |
| ------ | --- | ---------- | ------------------------------------- |
| Guld   | Davor Štefanek | Brottning  | Herrarnas grekisk-romersk stil, 66 kg |
| Guld   | Serbiens herrlandslag i vattenpolo Gojko Pijetlović Dušan Mandić Živko Gocić Sava Ranđelović Miloš Ćuk Duško Pijetlović Slobodan Nikić Milan Aleksić Nikola Jakšić Filip Filipović Andrija Prlainović Stefan Mitrović Branislav Mitrović | Vattenpolo | Herrarnas turnering                   |
| Silver | Tijana Bogdanović | Taekwondo  | Damernas 49 kg                        |
| Silver | Marko Tomićević Milenko Zorić | Kanotsport | Herrarnas K-2 1000 m                  |
| Silver | Serbiens damlandslag i volleyboll Bianka Buša Jovana Brakočević Bojana Živković Tijana Malešević Brankica Mihajlović Maja Ognjenović Stefana Veljković Jelena Nikolić Jovana Stevanović Milena Rašić Silvija Popović Tijana Bošković     | Volleyboll | Damernas turnering                    |
| Silver | Serbiens herrlandslag i basket Miloš Teodosić Marko Simonović Bogdan Bogdanović Stefan Marković Nikola Kalinić Nemanja Nedović Stefan Birčević Miroslav Raduljica Nikola Jokić Vladimir Štimac Stefan Jović Milan Mačvan                 | Basket     | Herrarnas turnering                   |
| Brons  | Ivana Španović | Friidrott  | Damernas längdhopp                    |
| Brons  | Serbiens damlandslag i basket Tamara Radočaj Sonja Petrović Saša Čađo Sara Krnjić Nevena Jovanović Jelena Milovanović Dajana Butulija Aleksandra Crvendakić Dragana Stanković Milica Dabović Ana Dabović Danielle Page                   | Basket     | Damernas turnering                    |